# Marwan Hamed
Marwan Hamed (àrab: مروان حامد, Marwān Ḥāmid) (el Caire, 29 de maig de 1977) és un director de cinema egipci.

## Biografia
És fill de l'autor Wahid Hamed i de la periodista Zeinab Sweidan. Va estudiar a l'High Cinema Institute, on es va graduar l'any 1999. Després va començar al cinema com a ajudant de direcció a les pel·lícules de Samir Seif i Sherif Arafa, abans de dirigir els seus primers curtmetratges com Li Li, que es presentà a molts festivals de cinema d'arreu del món i als canals de televisió del món àrab.
El 2006 va dirigir el seu primer llargmetratge important titulat The Yacoubian Building, en el qual va adaptar la novel·la homònima de l'egipci Alaa Al Aswany, publicad el 2002, amb l'actor Adel Emam. Aleshores era la pel·lícula més cara que mai s'havia produït en la història del cinema egipci.
El 2009 va dirigir la pel·lícula d'acció Ibrahim Labyad, amb Ahmed El Sakka i Hend Sabry, i una altra adaptació d'un best-seller, El Feel El Azraq (‘L'elefant blau’), protagonitzada per Karim Abdel Aziz i Khaled Al Sawy, adaptació de la novel·la d'Ahmed Mourad, que és la seva pel·lícula amb més èxit de crítica i de recaptació. Va participar en la producció de la sèrie Lahzat Harija i va filmar un vídeo musical per a Amr Diab. Després va dirigir The Originals amb Khaled el Sawy, Maged el Kedwany i Menna Shalby.
Participà a la pel·lícula 18 Youm presentada al 64è Festival Internacional de Cinema de Canes.

## Filmografia
- 2022: Kira We El Gin
- 2019: Al Fil Al Azraq 2
- 2018: Diamond Dust
- 2017: El-Asleyeen
- 2014: Al Fil Al Azraq
- 2011: 18 Youm (18 dies)
- 2009: Ibrahim El Abyad
- 2006: The Yacoubian Building[4]

### Sèries de televisió
- 2007: Lahazat Harega

## Premis i reconeixements
- 2001: premi del públic al Festival del Curtmetratge de Clermont-Ferrand.
- 2015: va formar part del jurat internacional del 37è Festival Internacional de Cinema del Caire.
- 2018: premi al festival de cinema àrab de Casablanca per la seva pel·lícula "Diamond Dust"[5]